# Elda poolsaar
Elda poolsaar (poolsaar = Halbinsel) ist eine Halbinsel in der Landgemeinde Saaremaa im Kreis Saare auf der größten estnischen Insel Saaremaa. Die Halbinsel bildet die Grenze zwischen der Bucht Atla laht und der Ostsee. Die Halbinsel befindet sich im Nationalpark Vilsandi.